# Codex Laudianus
De Codex Laudianus (Gregory-Aland no. Ea of 08), is een van de Bijbelse handschriften. Het dateert uit de 6e eeuw, en is geschreven met hoofdletters (uncialen) op perkament.

## Beschrijving
De gehele Codex Laudianus, uit het bezit van de aartsbisschop William Laud (1573–1645), bestaat uit 227 bladen (27 x 22 cm). Het bevat vrijwel het volledige boek Handelingen van de Apostelen in het Grieks en het Latijn op tegenover elkaar gelegen bladzijden, waarvan het tekstdeel van 26:29-28:26 ontbreekt.
De in het Grieks geschreven Codex Laudianus bevat diverse teksttypes, waaronder het Alexandrijnse, Westelijke en Byzantijnse. Kurt Aland plaatste de codex in Categorie II.
Het handschrift werd geschonken aan de Bodleian Library van de Universiteit van Oxford door William Laud. (Laud. Gr. 35 1397, I, 8).